# Collegium Norbertinum
Das Collegium Norbertinum war ein gemeinsames Studienhaus des Prämonstratenserordens für die Zirkarie Westfalia in Köln. Es bestand von 1615 bis 1802.

## Gründung
Das Collegium Norbertinum wurde 1615 vom Abt des Klosters Steinfeld/Eifel, Christophorus Pilckmann (1606–1630), gegründet. Es lag im Steinfelder Hof, nahe der Kirche St. Gereon im Westen von Köln. Angeregt wurde das Unterfangen, ein gemeinsames Studienhaus für die ganze Zikarie einzurichten, durch den päpstlichen Nuntius Fabio Chigi, den späteren Papst Alexander VII. (1655–1667). Da der Abt von Steinfeld zugleich oberster Visitator aller Prämonstratenser-Einrichtungen der Zirkarie Westfalia war, kam ihm diese Aufgabe zu.
Im Kölner Collegium Norbertinum, benannt nach dem Gründer des Ordens, Norbert von Xanten, absolvierten die jungen Prämonstratenser-Chorherren ihre theologischen und kirchlichen Studien und wohnten dort, wenn sie an der damaligen Kölner Universität studierten.
Nach Aufhebung der Universität (1798) und der Säkularisation der kirchlichen Besitztümer in der Franzosenzeit war 1802 das Ende der Institution gekommen.

## Studenten des Collegium Norbertinums
- Leonhard Goffiné (1648–1719), Prämonstratenser, religiöser Volksschriftsteller[3]
- Petrus Bodenheim († 1688), Prior des Prämonstratenser Klosters Niederehe, Pfarrer zu Marmagen
- Johannes Liessem (1637–1698), Prior der Abtei Steinfeld, Pfarrer zu Marmagen